# 蓝山社
蓝山社（越南语：／），是越南清化省的一個社，原属寿春县，位于该县西隅。面积8.91平方公里，2018年有人口10,890。该地也是越南民族英雄、后黎朝开国皇帝黎利的故乡。

## 历史沿革

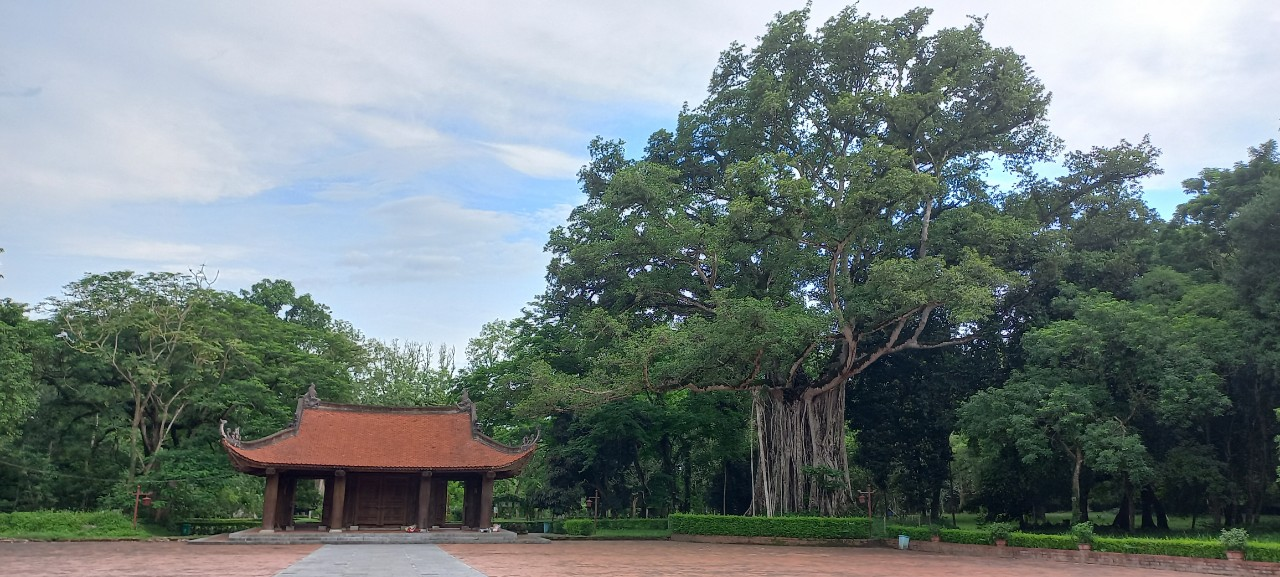
藍京

在陳朝时期，蓝山为清化路梁江縣下辖的一个乡:515。安南属明时期，世居蓝山的豪族黎利在当地起兵反明，史称藍山起義，并以此为据点多次击败了明军，迫使明朝遣使議和並最終承認安南獨立:545:149。黎利随即建立后黎朝，史稱黎太祖，并于1430年在蓝山建造包括行宮、祠庙和陵墓在内的藍京城，黎利逝世后，其继任者也时常回到蓝京，以向后黎朝的历代祖先行祭礼，蓝京亦有不少文物仍然保存至今。
阮朝时期，蓝山属寿春府。1945年八月革命后，甫成立的越南民主共和国废除州、府，寿春府改为寿春县，蓝山由此隶属寿春县:444。
1991年2月7日，越南政府析壽林社、壽昌社及春藍社3社部分区域建立蓝山市镇。
2018年6月20日，越南建设部宣布寿春县蓝山市镇、金星市鎮、春藍社、春沛社、壽昌社全域以及春富社、春勝社、壽林社部分区域成立蓝山—金星都市区（Đô thị Lam Sơn - Sao Vàng），并将该都市区评定为四級城市。2019年10月16日，越南国会决定调整寿春县行政区划，其中春蓝社被并入蓝山市镇。
2025年，越南行政區劃改革後，清化省將廢除縣，改為省社二級制，同時，藍山市鎮將和壽昌社、春沛社合併，同時改制為藍山社。

## 地理
蓝山市镇位于清化省寿春县西隅，东距离县蒞寿春市镇15公里，距省蒞清化市45公里，该社北邻春天社及玉勒县、东邻壽林社、西南与壽昌社接壤。有蓝山、主山（Núi Chủa）等山陵，境內的水域以水道為主，马江支流朱江自西向东穿越镇域:445-446。

## 交通
蓝山市镇位在越南西北诸省与北中部的通衢之地，国道15号、国道47号在该市镇交汇:445-446。此外，蓝山市镇还有通往寿春县蒞寿春市镇及其他邻近县市的506B省道。

## 经济
蓝山市镇的支柱产业为轻工业及旅游业，在工业方面，蓝山市镇内有蓝山甘蔗糖股份公司的制糖工厂:446以及一座蓝山高技术农业研究中心，其中蓝山糖厂也是越南榨糖量最大的工厂之一。此外，镇内也有部分蓝山—金星都市区工业园的企业。
蓝京历史遗迹区是蓝山市镇主要的旅游景点，2013年获越南中央政府评为“国家特等级文化遗产”。